# مسابقة مزامنة الشفاه
مُسابقة مزامنة الشفاه هو برنامج مسابقات غنائي أمريكي واقعي، عُرضت الحلقة الأولى في 2 أبريل 2015 على قناة سبايك، وعُرفت لاحقًا بشبكة بارامونت. يقوم البرنامج على فكرة ستيفن ميرجنت وجون كرانسكي، ويتنافس فيه المشاهير بتأديتهم مزامنة للشفاه. قُدمت الفكرة جزءًا متكررًا من برنامج «ليت نايت وذ جيمي فالون» ولاحقًا «ذا تونايت شو ستارنغ جيمي فالون»، طور بعدها ليكون برنامجًا منفصلًا. حصلت الحلقة الأولى على أعلى تقييم في تاريخ قناة سبايك. مُسابقة مزامنة الشفاه كان برنامجًا ناجحًا للشبكة، أدى نجاح البرنامج إلى العديد من التبنيات العالمية. جُدد البرنامج لموسم خامس في أغسطس 2018، وعُرضت الحلقة الأولى في 17 يناير 2019 .
أُعلن أن المسلسل سينتقل إلى شبكة أخرى جزءًا من مخطط شبكة بارامونت للانتقال إلى الأفلام.

## نظرة شاملة
عُرض البرنامج أول مرة على قناة سبايك في 2 أبريل 2015. أنتجه جون كرانسكي وستيفن ميرجنت وكان المضيف مغني الراب والممثل إل إل كول جي، أدت دور المعلق المحلل العارضة كريسي تيجن.
اشتُق البرنامج من «ليت نايت وذ جيمي فالون». ابتكر فكرة البرنامج بعد تفكير عميق كل من جون كرانسكي وستيفن ميرجنت وإميلي بلانت حول ظهور كرانسكي في ذا نايت شو.
ثم طورها جيمي فالون لتكون جزءًا متكررًا من برنامجه. تحث اللعبة اثنين من المشاهير للتنافس ضد بعضهم بمزامنة الشفاه على مدى جولتين. يُصوت الجمهور للفائز، ويحصل الفائز على حزام تذكاري للمسابقة من دبليو سي دبليو تيلفجن شامبيونشب.
عرض كرانسكي وفالون فكرة البرنامج لشبكة إن بي سي ورفضته. رفضته أيضًا قنوات إن بي سي التلفزيونية ويو إس أي وبرافو. أخذته قناة سبايك في النهاية، وأعيدت تسميته.
صرح كيفين كاي رئيس شركة سبايك قائلًا: «جزء مما أردت فعله زيادة نسب المشاهدات، وأيضًا إضافة التنوع إلى الشبكة». كان نجاح البرنامج هائلًا لقناة سبايك. جذبت الحلقة الأولى 2.2 مليون مشاهد، حصل أيضًا على أعلى تقييم لحلقة من دون سيناريو. وصف كاي البرنامج بـ «تلفاز ونجوم روك لقناة سبايك». جُدد البرنامج لموسم ثان من عشرين حلقة في أبريل 2015.
جددت الشركة البرنامج لموسم ثالث من 20 حلقة أيضًا في يناير 2016. صرح كاي: «مسابقة مزامنة الشفاه هي ظاهرة فريدة لثقافة البوب متعددة المنصات التي لعبت دورًا متكاملًا في توصيل جمهور أكبر لقناة سبايك». ترشح البرنامج في يوليو 2016 لجائزة إيمي. أُعلن سنة 2017 أن البرنامج سيعرض حلقة خاصة مُباشرة لمدة ساعة باسم «احتفال بمايكل جاكسون» في يناير 2018، تزامنًا مع إعادة إطلاق قناة سبايك باسم بارامونت نيتورك. أُعلن عن نيل باترك هارس وتارا بي هينسون وهايلي ستانفيلد، أول طاقم من المؤدين للحلقة الخاصة. جُدد البرنامج لموسم خامس من 12 حلقة في 22 أغسطس 2018، وعُرض في 17 يناير 2019.